# Claudia Tausend

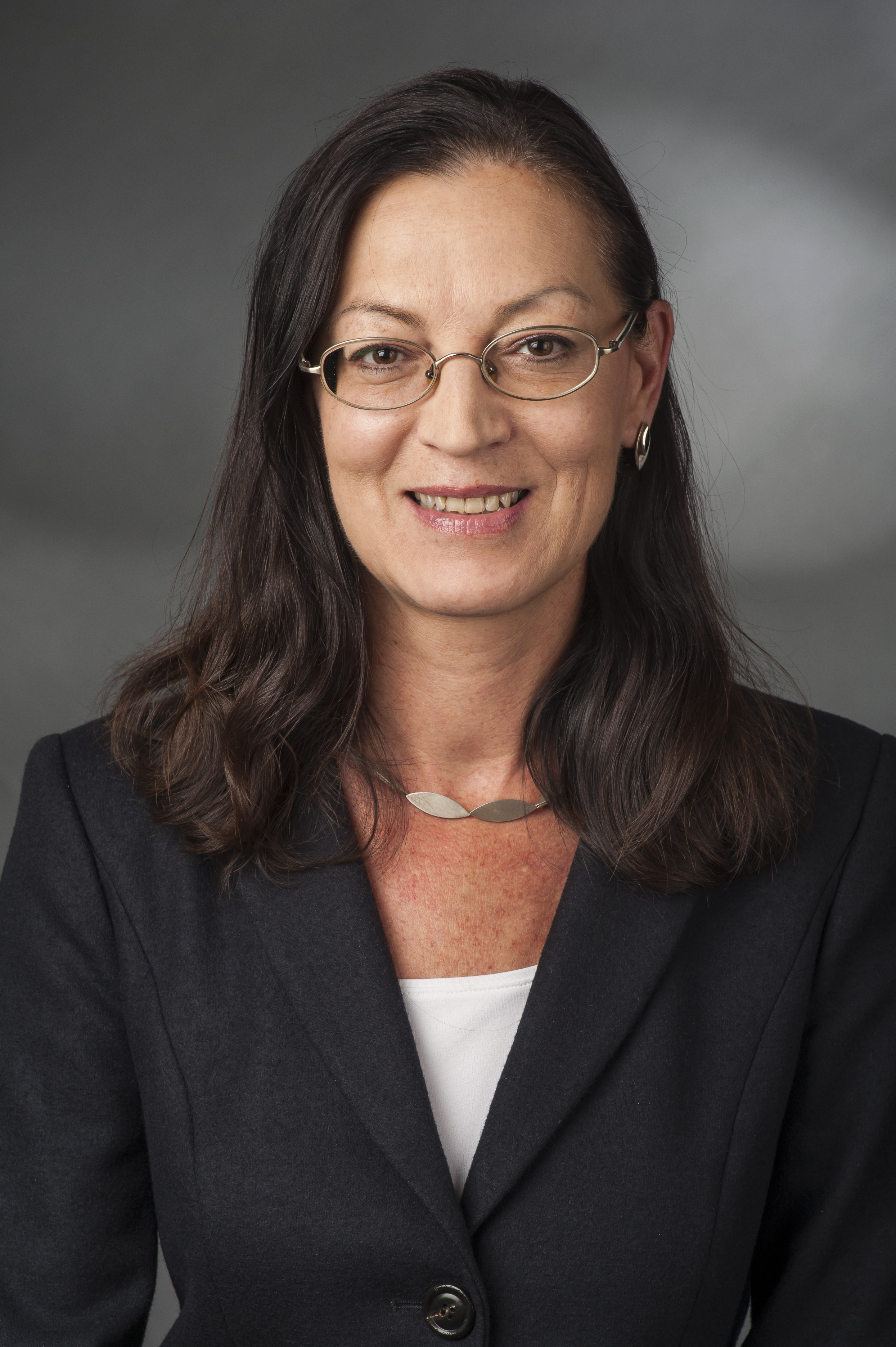
Claudia Tausend (2014)

Claudia Rosina Tausend (* 22. Juli 1964 in Vilsbiburg) ist eine deutsche Geografin und Politikerin (SPD). Sie gehört von 2013 bis 2025 dem Deutschen Bundestag an.

## Leben
Claudia Tausend wuchs in einer Arbeiterfamilie in Niederbayern auf. Sie studierte an der Technischen Universität München Wirtschaftsgeographie, Politik und Landwirtschaft. Das Studium schloss sie 1992 mit dem Diplom ab. Danach arbeitete sie für eine Unternehmensberatung.
Tausend ist römisch-katholischer Konfession.

## Politik
Tausend gehört der SPD seit 1990 an und bekleidet dort verschiedene Funktionen. So ist sie seit dem 22. November 2014 Vorsitzende der SPD-München. Zuvor war sie von 2007 bis 2014 stellvertretende SPD-Vorsitzende Münchens sowie von 2013 bis 2015 Beisitzerin im Vorstand der BayernSPD. Seit 2009 ist sie stellvertretende Vorsitzende der SPD-Oberbayern. Dem Stadtrat von München gehörte sie von 1996 bis 2013 an, ab 2005 war sie stellvertretende Fraktionsvorsitzende. Im Rahmen ihrer Stadtratstätigkeit war sie unter anderem Sprecherin im Planungsausschuss, Mitglied im Ausschuss für Stadtplanung und Bauordnung, Bauausschuss und Finanzausschuss, Verwaltungsbeirätin für Stadtplanung, sowie in Vorständen und Aufsichtsräten verschiedener kommunaler Unternehmen (Riem-Beirat, GWG, Messe München).
Bei der Bundestagswahl 2013 kandidierte sie als Direktkandidatin für den Bundestagswahlkreis München-Ost und erhielt in Folge ein Mandat über die Landesliste. Neben ihrem eigenen Wahlkreis München-Ost (218) betreut sie die Wahlkreise München-Süd (219), München-Land (221) und Erding-Ebersberg (213). Sie gehört als ordentliches Mitglied dem Ausschuss für die Angelegenheiten der Europäischen Union und dem Ausschuss für Bau, Wohnen, Stadtentwicklung und Kommunen an. Innerhalb der SPD-Bundestagsfraktion ist sie als stellvertretende europapolitische Sprecherin und als stellvertretende Sprecherin für Bau, Wohnen, Stadtentwicklung und Kommunen aktiv.
Sie ist Mitglied des Präsidiums des Rates der Gemeinden und Regionen Europas (RGRE)/Deutsche Sektion. Des Weiteren ist Tausend Mitglied in der Deutsch-Baltischen Parlamentariergruppe und der Parlamentariergruppe Französischsprachiger Staaten West- und Zentralafrikas im Deutschen Bundestag.
Im Jahre 2008 wurde sie mit der Medaille „München leuchtet“ in Gold für 12 Jahre Mitgliedschaft im Stadtrat geehrt.
Tausend ist außerdem Mitglied der überparteilichen Europa-Union Deutschland, die sich für ein föderales Europa und den europäischen Einigungsprozess einsetzt.
Bei den Bundestagswahlen 2017 und 2021 konnte sie erneut über die Landesliste Bayern in den Bundestag einziehen. Bei der Bundestagswahl 2025 trat sie nicht erneut an.